# Taduhepa
Taduhepa, también llamada Tadu-Hepa, Taduheba, o Tadujeba, era una princesa mitania, hija de Tushratta, que vivió durante los reinados de los faraones egipcios Amenhotep III y Amenhotep IV, de la dinastía XVIII (h. 1365 - 1335 a. C.).
Taduhepa nació en una época en la que Mitani se había convertido en un próspero pero inestable reino, rodeado por potencias que cada día eran más poderosas: los imperios babilonio, egipcio e hitita. La causa de las tensiones era el control sobre Levante, ambicionado por el rey hitita Tudhaliya III y el faraón egipcio Amenhotep III. Para conseguir el apoyo egipcio, su padre la casó con Amenhotep III.

## Matrimonio
Tushratta, para afianzar su presencia en el Oriente Próximo y cimentar las relaciones con sus vecinos, recurrió a una política matrimonial con los egipcios, pueblo que a su entender eran aliados mucho más poderosos que los hititas o los babilonios. Así, en los primeros años del reinado de Amenhotep III envió a su propia hermana, la princesa Giluhepa a la corte egipcia, donde se casó con el faraón. A cambio, recibiría grandes regalos así como el apoyo del país del Nilo.
Giluhepa fue nombrada Gran Esposa Real, hecho notable para una princesa extranjera, pero murió sin traer descendencia adulta y que pudiera rivalizar con la nacida de la esposa más importante e influyente del faraón, la reina Tiy. Dado que las relaciones entre Amenhotep III y Tushratta era óptimas (ambos monarcas se trataban de iguales y de hermanos), el rey mitanio acabó por casar también a su hija, la niña Taduhepa, con el faraón cuando esta alcanzó la edad núbil. Según se cree, Taduhepa llegó a Egipto durante el año 36 del reinado de Amenhotep III. Al contrario que su tía Giluhepa, la joven mitania se tuvo que contentar con ser una esposa secundaria del monarca, y no una gran esposa real.
Lo último que sabemos de Taduhepa es que, al morir Amenhotep III tres años después de su matrimonio, siguió en la Casa Jeneret durante el reinado de Amenhotep IV, que acabaría por ser conocido como Akenatón, el famoso faraón que se enfrentó al sistema politeísta en un intento de acabar con el poder del clero de Amón. Al contrario que con Amenhotep III, Tushratta tendría serios problemas con Akenatón, quien nunca escuchó sus cartas y sus peticiones de auxilio. Con el paso del tiempo, y ante la impasividad egipcia, Mitani fue atacado primero por hititas y después por asirios, y destruido en menos de una generación.

## Nefertiti
Durante mucho tiempo se especuló con la teoría de que Akenatón se casó con Taduhepa y la hizo gran esposa real, asumiendo un nombre egipcio: Nefertiti, literalmente «la Bella ha venido», en alusión a su origen extranjero. La teoría de que la hermosa Nefertiti fuera la mitania Taduhepa tuvo muchos adeptos en su tiempo, pero ahora, con los documentos y registros existentes, los egiptólogos opinan que no fueron la misma persona, y que Nefertiti era egipcia de pura cepa, hija del visir Ay.
También existió la teoría de que Taduhepa pudiera ser otra gran personalidad del momento: Kiya, la segunda esposa de Akenatón, "la Amada del Rey". Ninguna de las dos teorías están refrendadas por documentos de la época, así que, por lo que se sabe, lo más seguro es que Nefertiti, Kiya y Taduhepa fueran tres personas diferentes.